# Alexis De Sart
Alexis De Sart (ur. 12 listopada 1996 w Waremme) – belgijski piłkarz grający na pozycji środkowego pomocnika. Od 2021 jest zawodnikiem klubu OH Leuven, do którego jest wypożyczony z Royal Antwerp FC.

## Kariera piłkarska
Swoją karierę piłkarską De Sart rozpoczął w 2003 roku w klubie Stade Waremmien. W 2006 roku podjął treningi w Standardzie Liège. W 2015 roku awansował do pierwszej drużyny, jednak nie zaliczył w niej debiutu w pierwszej lidze belgijskiej. W styczniu 2016 przeszedł do Sint-Truidense VV. Zadebiutował w nim 23 stycznia 2016 w przegranym 1:2 domowym meczu z KVC Westerlo. W Sint-Truidense występował do końca sezonu 2018/2019.
Latem 2019 roku De Sart przeszedł do klubu Royal Antwerp FC. Swój debiut w Royalu zaliczył 28 lipca 2019 w wygranym 4:1 wyjazdowym meczu z KAS Eupen. 1 sierpnia 2020 zdobył z Royalem Puchar Belgii (nie wystąpił w wygranym 1:0 finale z Club Brugge).
Latem 2021 De Sart został wypożyczony do OH Leuven. Zadebiutował w nim 25 lipca 2021 w przegranym 2:3 wyjazdowym meczu z KV Mechelen.
| Sezon   | Klub              | Kraj   | Rozgrywki       | Mecze | Gole |
| ------- | ----------------- | ------ | --------------- | ----- | ---- |
| 2014/15 | Standard Liège    | Belgia | Eerste klasse A | 0     | 0    |
| 2015/16 | Standard Liège    | Belgia | Eerste klasse A | 0     | 0    |
| 2015/16 | Sint-Truidense VV | Belgia | Eerste klasse A | 6     | 0    |
| 2016/17 | Sint-Truidense VV | Belgia | Eerste klasse A | 3     | 0    |
| 2017/18 | Sint-Truidense VV | Belgia | Eerste klasse A | 27    | 2    |
| 2018/19 | Sint-Truidense VV | Belgia | Eerste klasse A | 29    | 3    |
| 2019/20 | Royal Antwerp FC  | Belgia | Eerste klasse A | 23    | 1    |
| 2020/21 | Royal Antwerp FC  | Belgia | Eerste klasse A | 8     | 0    |
| 2021/22 | Royal Antwerp FC  | Belgia | Eerste klasse A | 2     | 0    |

## Kariera reprezentacyjna
De Sart występował w młodzieżowych reprezentacjach Belgii: U-18, U-19 i U-21. Z tą ostatnią wystąpił w 2019 roku na Mistrzostwach Europy U-21.